# Rue Jacques-Monory
La rue Jacques-Monory est une future voie publique du 13e arrondissement de Paris, en France.

## Situation et accès
La rue Jacques Monory se situe face à la Bibliothèque nationale de France - François Mitterrand, parallèle à la rue Alain-Jacquet et à la rue Germaine-Richier et débute 159,avenue de France et se termine promenade Claude-Lévi-Strauss. 
La rue Jacques-Monory est desservie par la ligne 14 à la station Bibliothèque François-Mitterrand.

## Origine du nom
Elle porte le nom du peintre Jacques Monory (1924-2018).

## Historique
La voie a été nommée sous le nom provisoire de « voie GY/13 », avant de prendre sa dénomination actuelle au Conseil du 13e arrondissement et du Conseil de Paris, en 2020 dans le cadre de l'opération d'aménagement Paris Rive Gauche à l'instar des rues David-Bowie, Dorothea-Lange, Vivian-Maier, Gisèle-Freund, Alain-Jacquet et Berenice-Abbott.
L'opération d'urbanisme Paris Rive Gauche a privilégié les noms d'artistes, comme la rue Pau-Casals, la rue Louise-Bourgeois, le jardin Françoise-Mallet-Joris ou le jardin James-Joyce ou encore la rue David-Bowie,.

## Bâtiments remarquables et lieux de mémoire
- La Bibliothèque nationale de France - François Mitterrand
- La Station F